# Charles Shephard
Charles Shephard (? — ?) je bivši velški hokejaš na travi. 
Osvojio je brončano odličje na hokejaškom turniru na Olimpijskim igrama 1908. u Londonu igrajući za Wales. 

## Vanjske poveznice
- Profil na Sports Reference.com[neaktivna poveznica]